# Parevania atra
Parevania atra är en stekelart som beskrevs av Jean-Jacques Kieffer 1916. Parevania atra ingår i släktet Parevania och familjen hungersteklar. Inga underarter finns listade i Catalogue of Life.